# Columbia National Wildlife Refuge
Das Columbia National Wildlife Refuge a ist eine Mischung aus zerklüfteten Cliffs, Canyons, Seen und mit Wüsten-Beifuß bestandenem Grasland. Geformt durch Brände, Eis, Fluten und Vulkanausbrüche, liegt das Naturschutzgebiet inmitten der Drumheller Channeled Scablands im zentralen Teil des US-Bundesstaates Washington. Der nächstgelegene Ort ist Moses Lake. Das Gebiet zeigt eine reichhaltige geologische Vergangenheit, in der die Aktivität der verschiedenen natürlichen Prozesse ihre Spuren hinterlassen haben. Die nördliche Hälfte des Gebietes, südlich des Potholes Reservoir gelegen und als Drumheller Channels bezeichnet, ist das am spektakulärsten erodierte Gebiet dieser Größe in der Welt und wurde 1986 als National Natural Landmark ausgewiesen.

## Fauna
Die Mischung aus Seen und umliegenden bewässerten Anbauflächen zieht zusammen mit den allgemein milden Wintern und dem Schutzstatus große Schwärme ziehender und überwinternder Stockenten, Kanadagänse, Trompeterschwäne und Pfeifschwäne an.
Im Gebiet kommen folgende Säugetierarten vor: Waschbär, Mink, Silberdachs, Rocky-Mountain-Wapiti, Kojote, Streifenskunk, Kanadischer Luchs, zwei Hirscharten, Rotluchs, Kanadischer Biber, Urson, Nordamerikanischer Fischotter, Bisamratte und Puma. 

## Tourismus
Jagd und insbesondere Angeln sind im Gebiet sehr beliebt. Die Jagd ist nur zu bestimmten Tages- und Jahreszeiten mit Genehmigung erlaubt.

## Klima und Wasser
Das Schutzgebiet liegt im Regenschatten der Kaskadenkette; das Klima ist daher arid und Wüsten-artig. Im Schutzgebiet fallen jährlich weniger als 8 in (203,2 mm) Niederschlag. Für Tiere und Pflanzen gibt es einen Zufluss vom Grand Coulee Dam; außerdem ist das Gebiet Teil des Columbia Basin Project.